# 布特勒賈
36°47′N 8°12′E / 36.783°N 8.200°E

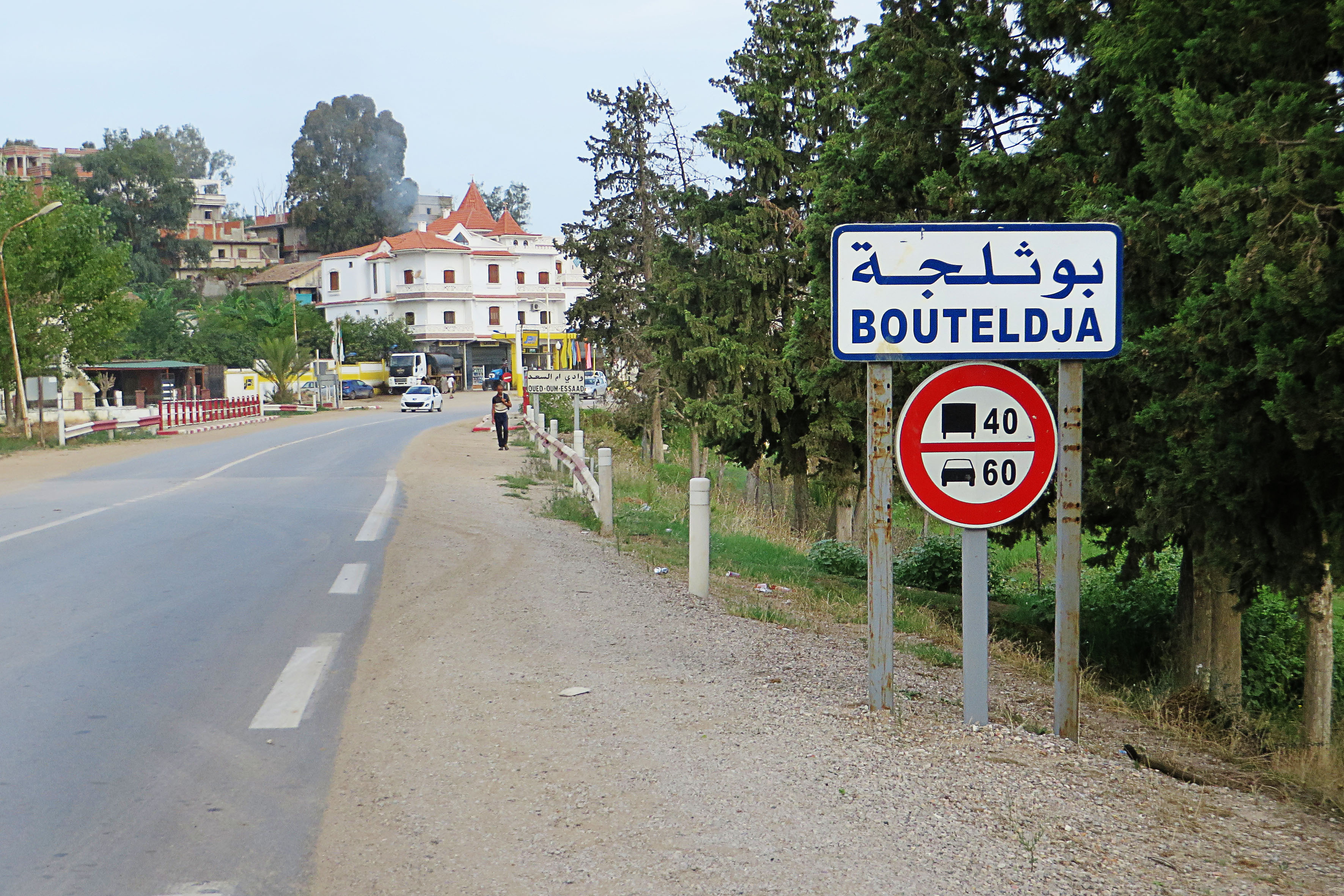
布特勒賈

布特勒賈（阿拉伯语：‎），是阿爾及利亞的城鎮，位於該國東北部，由塔里夫省負責管轄，是布特勒賈區的首府，面積114平方公里，海拔高度1米，2008年人口17,738，人口密度每平方公里156人。